# Emmanuelle Béart
Emmanuelle Béart (pravim imenom Emmanuelle Béhart-Hasson, Gassin, 14. kolovoza 1963.) francuska je filmska glumica.

## Biografija
Rođena je u Gassinu, mjestu u neposrednoj blizini Saint Tropeza, kao kćer Genevieve Galéa, bivše manekenke grčko-malteško-hrvatskog porijekla, i Guya Béarta, pjevača i pjesnika iz židovske obitelji španjolskih, švicarskih i ruskih predaka. Djetinstvo je provela u Cogolinu (kraj Sainte-Maximea Provansa-Alpe-Azurna obala) i Beauvallonu (Rona-Alpe) zajedno sa svoje tri sestre i tri brata. Za djecu se brinula majka jer je otac rano napustio obitelj. Od rane je mladosti bila slabo zainteresirana za školu, te je imitirajući svoje školske kolege maštala o glumi.

## Karijera
1971., u dobi od 8 godina, nastupila je filmu Renéa Clementa La Course du lievre a travers les champs, i također 1976. u filmu Jeana Pourtalea Demain les mômes, zajedno sa svojim bratom Olivierom i svom djecom iz mjesta gdje je živjela. 1980., u dobi od 17 godina, odlazi na 15 dana u Montreal, te odlučuje ostati u Kanadi, zemlji koju smatra svojom drugom domovinom. U Kanadi nastavlja svoje školovanje, uči engleski i diplomira na College Marie de France. Tamo sreće redatelja Roberta Altmana koji ju ohrabruje u njenim nastojanjima da postane glumicom. 
1983., vraća se u Francusku i pohađa kratki kurs dramske umjetnosti kod Jeana-Laurenta Cocheta u Parizu. Svojom ljepotom je impresionirala fotografa i redatelja Davida Hamiltona koji joj nudi glavnu ulogu u erotskom filmu Premiers désirs. Za ulogu u drami Un amour interdit (1984.) Jean-Pierrea Dougnaca, nominirana je za César za najobećavajuću glumicu, što joj lansira karijeru filmske, televizijske i kazališne glumice.
1986., za svoju prvu važniju ulogu, zajedno s Yvesom Montandom, u filmu Manon des sources osvaja Césara za najbolju sporednu glumicu. 1991. postiže uspjeh ulogom u filmu La Belle noiseuse Jacquesa Rivettea, glumeći mladu ženu koja pozira gola slikaru Édouardu Frenhoferu (Michel Piccoli). 1995. angažira ju produkcija hollywoodskog filma Nemoguća misija u režiji Briana de Palme, gdje glumi zajedno s Tomom Cruiseom i Jeanom Renoom. Unatoč globalnom uspjehu filma, Hollywood ju nije privukao, te se vratila francuskoj kinematografiji i kazalištu.

## Privatni život
1984., na snimanju filma L'Amour en douce Edouarda Molinara, sreće svoj prvog supruga Daniela Auteuila, za kojeg se udaje 1993., godinu dana nakon što im se rodila Nelly. Emmanuelle Béart živi u Parizu zajedno s drugim mužem, francuskim glumcem Michaëlom Cohenon i svoje dvoje djece, Nelly i Yohan (rođen 1995., sin skladatelja Davida Moreaua). Također je poznata kao društvena aktivistica. Veleposlanica je UNICEF-a, te se suprotstavlja francuskim antiimigracijskim zakonima. 1996. izaziva senzaciju kada je prilikom javne podrške ilegalnim imigrantima, zajedno s grupom imigranata okupirala crkvu u Parizu, što je izazvalo nasilnu reakciju policije.

## Izabrana filmografija
- La Course du lièvre à travers les champs (1971.)
- Demain les mômes (1975.)
- Premiers désirs (1983.)
- Un amour interdit (1984.)
- L'Amour en douce (1984.)
- Manon des sources (1986.)
- La Belle Noiseuse (1990.)
- Il viaggio di Capitan Fracassa (1990.)
- Nemoguća misija (1996.)
- Histoire de Marie et Julien (2002.)

### Televizijske uloge
- D'Artagnan et les trois mousquetaires (2005.)

## Kazalište
- La Répétition ou l'amour puni - Jean Anouilh, redatelj Bernard Murat, Théâtre Edouard VII (1986.)
- Dvostruka nevjera - Marivaux, redatelj Bernard Murat, Théâtre de l'Atelier, Festival d'Anjou (1988.)
- Mizantrop - Molière, redatelj Jacques Weber, Théâtre de Nice, Théâtre de la Porte Saint Martin (1989.)
- On ne badine pas avec l'amour - Musset, redatelj Jean-Pierre Vincent, Théâtre des Amandiers, Nanterre (1993.)
- Jouer avec le feu  - August Strindberg, redatelj Luc Bondy, Théâtre des Bouffes du Nord, Théâtre Vidy-Lausanne, Théâtre de Nice (1996.)

## Vanjske poveznice
- emmanuelle.beart.actricesdefrance.org   Arhivirana inačica izvorne stranice od 31. prosinca 2006. (Wayback Machine)
- Emmanuelle Béart u internetskoj bazi filmova IMDb-u (engl.)
- Yahoo! Movies
- Allmovie   Arhivirana inačica izvorne stranice od 6. lipnja 2009. (Wayback Machine)
- emmanuellebeart.net   Arhivirana inačica izvorne stranice od 4. srpnja 2009. (Wayback Machine)
- hcs.harvard.edu   Arhivirana inačica izvorne stranice od 10. lipnja 2009. (Wayback Machine)
- Foto galerija - geocities.com/emmanuellebeart2